# Instituto de Artes da Universidade Federal de Uberlândia
O Instituto de Artes (IARTE) é uma unidade acadêmica da Universidade Federal de Uberlândia (UFU) que reúne setenta e oito professores que trabalham com Artes Visuais, Dança, Música e Teatro. O IARTE oferece cursos de graduação em cada uma destas áreas e quatro programas de pós-graduação, o Programa de Pós-graduação em Artes (PPGAR), Programa de Mestrado Profissional em Artes (Prof-Artes), Programa de Pós-graduação em Música (PPGMU) e o Programa de Pós-graduação em Artes Cênicas (PPGAC) que contempla as áreas de Teatro e Dança. 
As atividades são desenvolvidas em laboratórios específicos que permitem a experiência e a criação em diferentes áreas artísticas. Os resultados destas atividades são socializados em eventos realizados ao longo dos semestres. Os eventos acontecem nas dependências do IARTE (no Campus Santa Mônica da UFU) e também no  Museu Universitário de Arte (MUnA), que faz parte do Instituto, além de abraçar as escolas de ensino fundamental e ocupar outros espaços culturais dentro e fora da cidade de Uberlândia. Como suporte a esta dinâmica criativa e de socialização de conhecimentos em Arte, o IARTE conta com 38 técnicos administrativos e de laboratórios.
Os estudantes desenvolvem atividades complementares aos estudos envolvendo-se em pesquisas, criações artísticas e em diversas ações de extensão. Grande parte dos estudantes do IARTE recebem bolsas. Os estágios obrigatórios dos cursos ampliam o alcance das ações do Instituto ao oferecer à comunidade as práticas de formação de professores e de artistas nas quatro áreas das Artes que constituem o IARTE.
A administração do Instituto se pauta pela ética, transparência e participação universal nas deliberações e planejamentos que alicerçam os caminhos para qualidade do ensino que se faz pelas ações e reflexões em Artes.

## História
O IARTE é uma unidade acadêmica jovem dentro da UFU, foi criado pela resolução número 31/2010, do conselho Universitário (CONSUN), em 17 de Dezembro de 2010, a partir do desmembramento da extinta Faculdade de Artes, Filosofia, e Ciências Sociais (FAFCS)

## Composição
O IARTE é uma das células básicas  

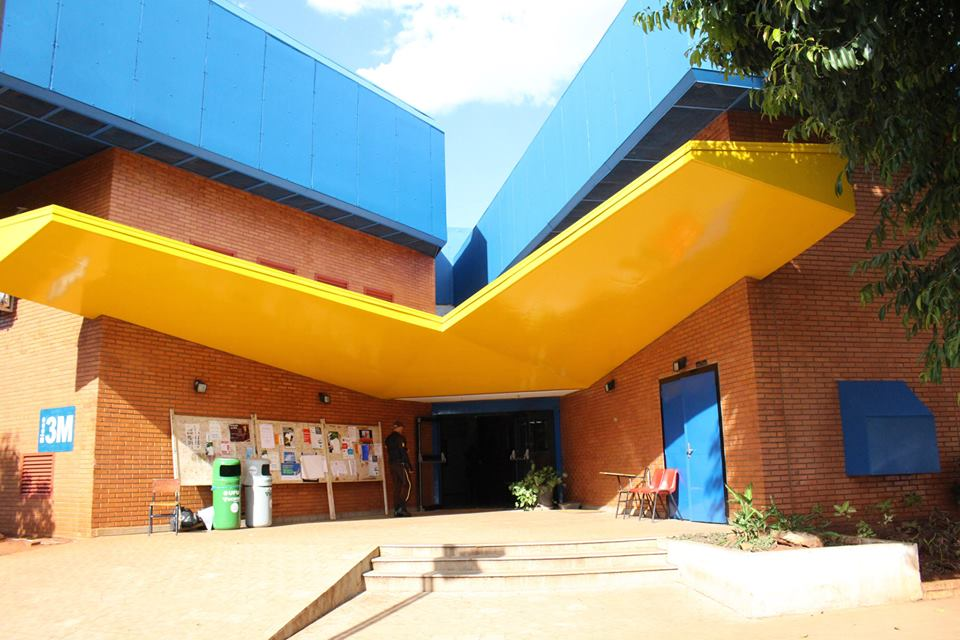
Fachada do Bloco 3M, no Campus Santa Mônica

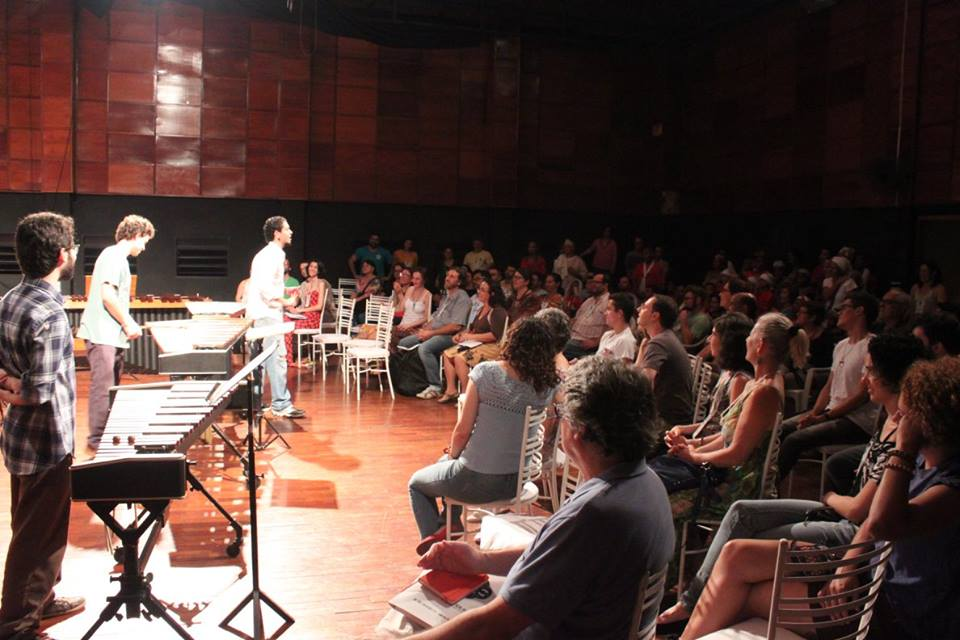
Curso de Música se apresenta durante evento de pesquisa em Artes, no Bloco 3M

da UFU, possuindo organização, estrutura e meios necessários para exercer, nas artes, e de acordo com suas especificidades, todas as atividades e funções essenciais ao desenvolvimento do ensino, da pesquisa e da extensão. 
O IARTE terá por competência: I - planejar, coordenar, executar e avaliar as atividades de ensino, pesquisa e extensão nas artes; II - planejar a aplicação dos recursos orçamentários que lhe forem alocados e administrar os bens patrimoniais sob sua responsabilidade; III - coordenar e implementar a política de gestão de pessoas do IARTE; IV - ministrar cursos de graduação e de pós graduação  
estabelecendo formas de cooperação com os poderes públicos, universidades e outras instituições científicas, culturais e educacionais brasileiras e estrangeiras; desenvolvendo mecanismos que garantam a igualdade no acesso à educação superior; defendendo e promovendo as artes na sociedade brasileira lutando pelo reconhecimento dos valores intrínsecos das artes na construção da cultura, desenvolvendo mecanismos que garantam a igualdade na alocação de recursos no âmbito da Universidade; zelando pela qualidade e pela liberdade de ensino, pesquisa e extensão; propondo metas, através do Plano de Desenvolvimento e Expansão pautadas no planejamento das ações internas deste Instituto; construindo uma prática interdisciplinar de ensino, pesquisa e extensão entre as áreas de conhecimento deste Instituto e da Universidade como um todo; promovendo a qualificação de seu corpo docente, com o intuito de aprimorar o saber e o fazer das Artes, influindo diretamente nas pesquisas, nas atividades de ensino e extensão e na prática investindo em programas e projetos para formação continuada, como programas de pós lato sensu em artes; e prestando serviços especializados e promovendo as artes na sociedade brasileira, em especial nos sistemas educacionais, lutando pelo reconhecimento dos valores intrínsecos das artes na construção da cultura, desenvolvendo mecanismos que garantam a igualdade na alocação de zelando pela qualidade e pela liberdade de ensino, pesquisa e extensão; propondo metas, através do Plano de Desenvolvimento e Expansão da Unidade (PDE), construindo uma prática interdisciplinar de ensino, pesquisa e extensão entre as áreas de promovendo a qualificação de seu corpo docente, com o intuito de aprimorar o saber e o fazer das Artes, influindo diretamente nas pesquisas, nas atividades de ensino e extensão e na prática continuada, como programas de 

## Áreas do IARTE

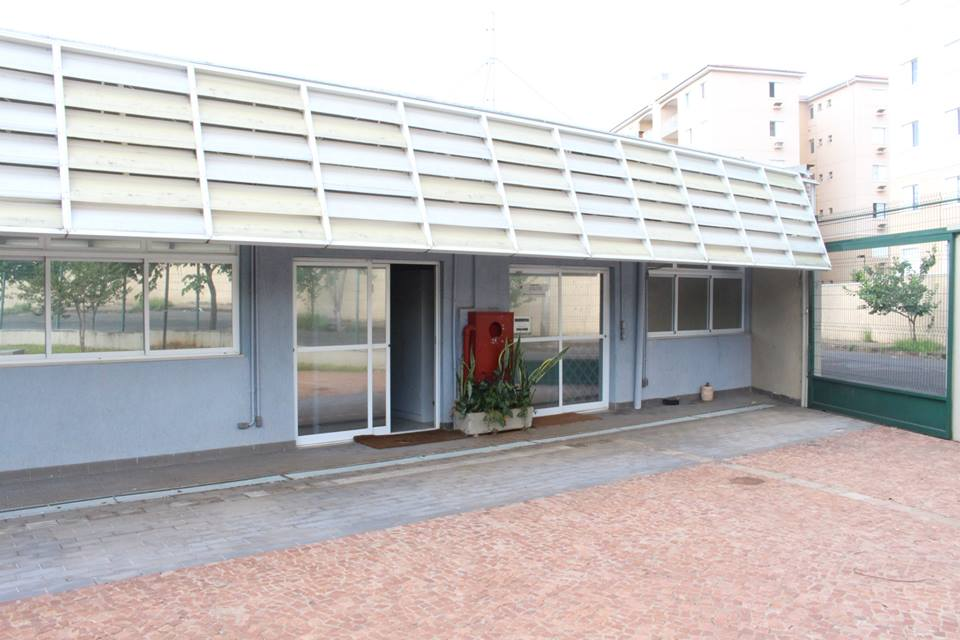
Fachada da Secretaria Geral do IARTE e da Diretoria do Bloco 3E, Campus Santa Mônica

O IARTE é constituído pelas seguintes Áreas acadêmicas
I - Música;
II - Artes Visuais;
III - Teatro; e
IV - Dança.
O IARTE estabelece o Museu Universitário de Artes, situado na Praça Cícero Macedo  nº 309, em Uberlândia, como seu Órgão Complementar, sendo sua área de vinculação específica a Área de Artes Visuais. 
Compete ao CONARTES a aprovação de alteração ou criação de outras áreas

## MUnA (Museu Universitário de Arte)
O Museu Universitário de Arte é um órgão complementar do Instituto de Artes da UFU, sob a coordenação dos docentes do Curso de Artes Visuais. Apesar de sua fundação datar de 1996, quando da inauguração de sua sede no bairro do Fundinho, sus atividades tiveram início efetivo somente em dezembro de 1998, com a inauguração de sua primeira exposição. O edifício, de fachada preservada, localiza-se numa região central e integra um importante corredor cultural na cidade, ao lado do Museu Histórico, da Casa da Cultura, da Oficina Cultural e do Uai Q Dança. O antigo imóvel foi reformado para a implantação de um programa museográfico composto por galerias expositivas, reserva técnica para acondicionamento da coleção, oficina para ação educativa, auditório com 60 lugares, biblioteca e escritórios administrativos.
Nesses espaços, o MUnA desenvolve atividades de ensino, pesquisa e extensão ligadas às artes visuais, com foco na formação de profissionais e de público para as artes, no fomento à produção local e na divulgação e circulação das manifestações artísticas regionais, nacionais e mesmo internacionais. Dentre as ações, destaca-se: exposições permanentes e temporárias; palestras e seminários; ciclos de cinema; e oficinas de arte.
O acervo do MUnA tem origem nos anos 1980, cujas primeiras obras foram doadas à então Galeria de Arte da UFU, localizada no prédio da reitoria. Desde sua fundação, o museu tem ampliado sua coleção por meio de doações e aquisições, e atualmente conta com um acervo de aprox. 700 obras. Constituída em sua maioria por obras em papel, sendo grande parte produzidas a partir de 1960, contempla importantes nomes da arte brasileira como Amílcar de Castro, Ana Barros, Aldemir Martins, Cildo Meireles, Carlos Scliar, Cláudio Tozzi, Clovis Graciano, Di Cavalcanti, Evandro Carlos Jardim, Fayga Ostrower, Julio Plaza, Louise Weiss, Maciej Babinsky, Marcelo Grassman, Maria Bonomi, Nelson Leirner, Renina Katz e Shirley Paes Leme.

Nesses mais de 20 anos de atuação, o museu tem se dedicado a preservação, fomento e formação em artes visuais através do incremento de seu acervo e projetos de catalogação e extroversão de sua coleção; de ações educativas voltadas à comunidade universitária e ao público interessado em arte em geral; de editais de exposições de alcance nacional; dentre outras ações culturais.